# Microregiunea Békés
Microregiunea Békés (în maghiară Békési kistérség) a fost o microregiune statistică (kistérség) din județul Békés, Ungaria.
Cu o populație de 41.860 locuitori și o suprafață de 633,87 km2, aceasta a existat până în 2014, când în Ungaria, microregiunile ”kistérségek” au fost înlocuite de districte (járások).